# Iseut de Capio
Iseut de Capio o Capion (1140 circa) è stata una nobildonna e trobairitz del Gévaudan, vicina di Almucs de Castelnau, con la quale compose una tenzone, il suo solo componimento pervenutoci.

## Biografia
Le origini e l'identità di Iseut sono materia di congetture. Ciò che possiamo dire con certezza è che lei provenisse dal castrum de Capione, l'attuale Chapieu o Chapelins. Il castello era situato in cima al Mont Mimat sovrastante il fiume Mende. Forse Iseut  apparteneva alla famiglia di Tournel, una delle otto baronie del Gévaudan, in una delle quali era situato Chapieu. Considerato che Tournel apparteneva alla Diocesi di Mende e solo alla morte del vescovo, Aldeberto III di Tournel, nel 1187, esso ritornò alla famiglia di Chapieu, e dato che la famiglia adottò il nome Tournel esclusivamente a cominciare dal 1250 circa, la vita di Iseut può essere sicuramente collocata fra queste due date. 
C'è una lunga razó che precede (e che afferma di spiegare) lo scambio di coblas tra Iseut e Almucs. Essa racconta di come Iseut chiese ad Almucs de Castelnau di perdonare Gigo (Gui), signore di Tournon (Tornon), nel Vivarese, cavaliere di Iseut, il quale aveva commesso "una grave colpa" contro Almucs. Gigo, tuttavia, né si pentì né cercò il perdono, e così Almucs rispose a Iseut tramite una cobla composta da lei. Questo scambio è stato datato intorno al 1190.
minus